# Riflettanza totale attenuata

La luce subisce riflessioni interne multiple nel cristallo ad elevato indice di rifrazione, mostrato in giallo. Il campione è a stretto contatto con questo cristallo.

La riflessione totale attenuata (ATR, dall'inglese attenuated total reflection) è una tecnica usata assieme alla spettroscopia infrarossa (ma anche ad altre spettroscopie, quale ad esempio la spettroscopia UV) che permette di esaminare campioni solidi e liquidi senza complicate tecniche di preparazione.

## Funzionamento

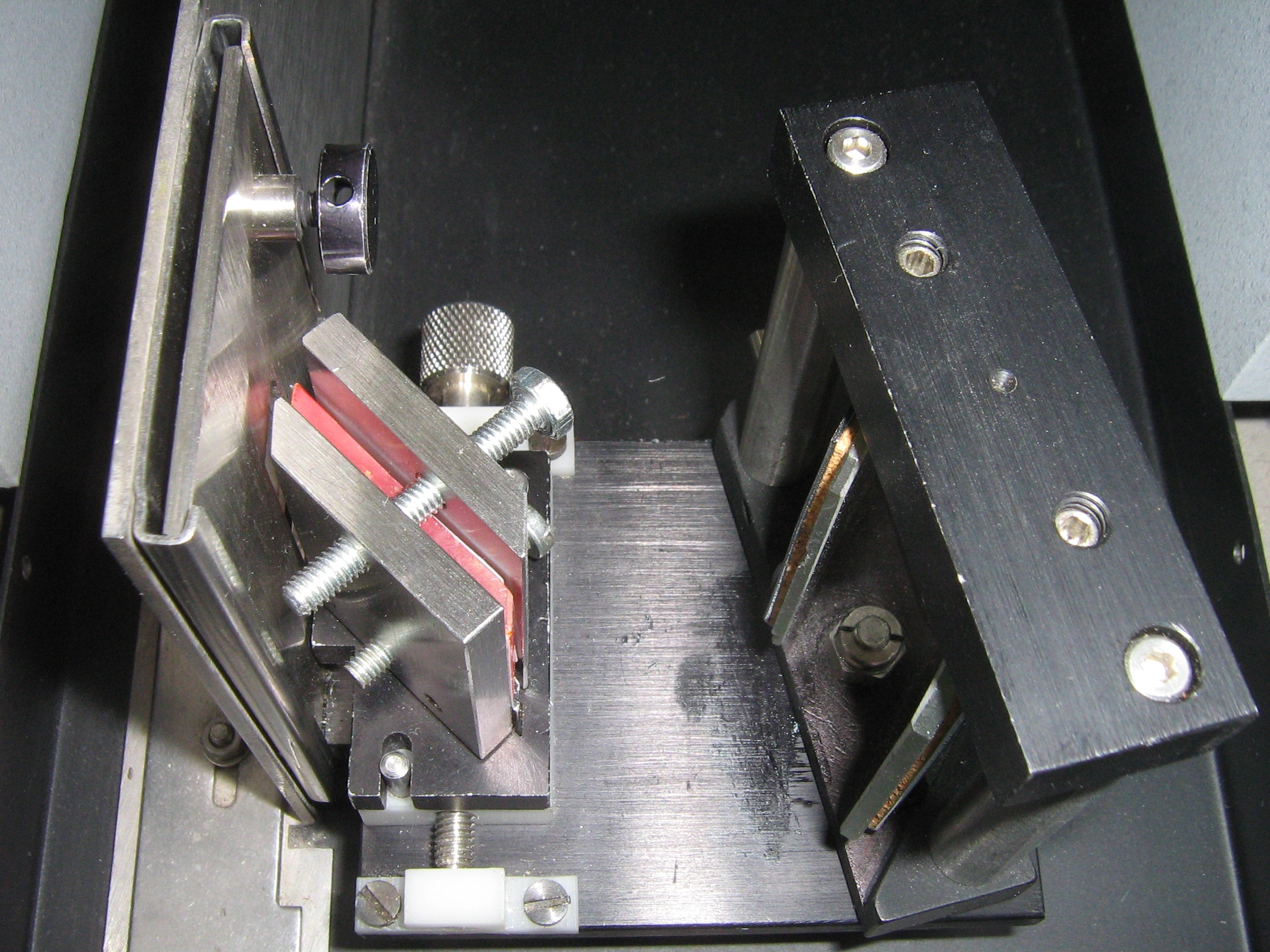
Il campione è posto nei contenitori di acciaio in entrambe le facce del cristallo rosa.

L'ATR usa le proprietà della onda evanescente nella riflessione totale. 
In questa tecnica il campione è posto in stretto contatto con un elemento ottico definito elemento di riflessione interna (o cristallo ATR) costituito da un cristallo a elevato indice di rifrazione. 
Il raggio IR emesso dalla sorgente, prima di giungere al campione, passa dapprima attraverso questo elemento: quando l'angolo di incidenza è maggiore dell'angolo critico avviene il fenomeno noto come riflessione totale. Questa riflessione forma l'onda evanescente che si estende nel campione. Lo spessore di penetrazione nel campione è tipicamente tra 0.5 e 2 μm, il valore esatto dipende dalla lunghezza d'onda impiegata, l'angolo di incidenza e gli indici di rifrazione del cristallo ATR e del campione da studiare.
Il numero di riflessione può essere variato variando l'angolo di incidenza. Il fascio è in seguito raccolto dal rivelatore all'uscita del cristallo. Attualmente gli spettrometri a trasformata di Fourier commerciali possono utilizzare la tecnica ATR con un accessorio montato nella camera di misura.
Questo effetto dell'onda evanescente funziona solo se il cristallo è fatto di un materiale con un indice di rifrazione maggiore di quello del campione da studiare. In caso contrario il raggio entra nel campione e viene da esso assorbito. Nel caso di campioni liquidi basta versare poche gocce sulla superficie del cristallo ATR. Nel caso di campioni solidi vanno pressati contro la superficie del cristallo, in maniera da evitare che vi sia dell'aria intrappolata che distorcerebbe il risultato della misura. Il rapporto segnale rumore dipende sia dal numero di riflessioni che dalla dimensione del cammino ottico (maggiore cammino riduce l'intensità) per cui non si può dire che la sensibilità aumenta con il numero delle riflessioni.

## Cristalli ATR
I materiali più comunemente utilizzati per produrre cristalli ATR sono il germanio, il silicio, l'AMTIR (composto da germanio, arsenico e selenio) e il seleniuro di zinco. Viene anche utilizzato il diamante, in particolare nel caso di campioni particolarmente duri che potrebbero produrre un danneggiamento del cristallo (come nel caso di alcuni minerali). La forma del cristallo dipende dallo spettrometro utilizzato e dai campioni da studiare. Con spettrometri a ottica dispersiva, il cristallo è una lastrina rettangolare con la superficie seghettata (come si vede nella sezione in figura). Altre geometrie possibili sono prismi, mezze sfere o lastre sottili.

## Applicazioni
La spettroscopia infrarossa mediante ATR si può applicare sugli stessi sistemi chimici e biologici a cui si applicano le tecniche a trasmissione. Uno dei vantaggi di tale tecnica è la limitata lunghezza del cammino ottico nel campione. Questo elimina il problema della forte attenuazione del segnale infrarosso in mezzi molto assorbenti come le soluzioni acquose. Nel caso dell'ultravioletto o della luce visibile la penetrazione della onda evanescente l'interazione con il campione è solo per un spessore molto piccolo.
Questa tecnica richiede poca o nessuna preparazione del campione. Inoltre, non essendo distruttiva, può essere sfruttata in tutti quei casi che richiedono che il campione resti integro, come nel caso di reperti archeologici, opere d'arte, e in ambito forense. Inoltre è anche possibile seguire le reazioni chimiche durante il loro svolgersi senza perturbare il sistema (non è necessario effettuare prelievi).
Recentemente la tecnica ATR nell'infrarosso è  stata applicata alla microfluidica sia ingegnerizzando dei microreattori che fanno fluire il liquido su cristalli ATR o costruendo delle celle dedicate.
La tecnica è anche usata nella ricerca farmacologica per studiare in dettaglio l'interazione tra proteine e farmaci.
La proteine solubili in acqua richiedono una etichetta polistidina che permette il legame con doppio strato 
lipidico, che è poi attaccato ad un cristallo di germanio o un altro mezzo ottico opportuno. La riflessione
totale con e senza il farmaco o il legante produrrà spettri differenti che permette di avere informazione suo cambiamenti conformazionali delle proteine una volta legate. La tecnica è anche usata in erboristeria